# Туризм у Норвегії
Основні туристичні принади скандинавської країни Норвегії — це природні пам'ятки і явища, а також культурні особливості норвезьких міст і селищ.
Туристичною базою є гірські ландшафти, фіорди та льодовики, де круглий рік можна займатись зимовими видами спорту. Тут неодноразово проводились Зимові Олімпійські ігри. Цікавими є пам'ятники епохи вікінгів, неолітичні наскельні зображення в м. Альта. У списку ЮНЕСКО 4 об'єкти: дерев'яна церква в Урнесі (ХІ ст.), Берген часів Ганзи та вже згадувані наскельні малюнки.
Осло було стародавнім торговим містом вікінгів у Норвегії та великим туристичним центром. Згідно з легендою, норвезьку столицю заснував король вікінгів Гаральд Гардравде. Поїздка в Осло — це можливість поєднати різні види розваг. Головна вулиця Карла Югана з'єднує дві основні частини центру — монументальний вокзал і королівський замок. Вулиця чітко розділена на різні ділянки. Друга частина бульвару пролягає від Національного театру та університету до замку. Королівські резиденції потопають у зелені. У певний час відбудеться велика зміна варти, як гарна театральна вистава. Збирається незліченна кількість туристів. У будівлі театру серед клумб встановлено скульптурну композицію — старовинне погруддя, оточене сотнями квітів. Скульптор Вігеланн (1869—1943) зробив справжню революцію в оздобленні міста — 150 його робіт зберігаються в міському парку. Парк схожий на Версальський палац у Франції.
Стіна Тролів. Найвищий у Європі вертикальний виступ на висоті 1100 метрів. Саме тут розташовані найважчі альпіністські маршрути у світі, які приваблюють альпіністів, як улітку, так і взимку. Це місце розміщене на західному узбережжі Норвегії, у районі Рамсдаль. Вперше була підкорена 1965 році норвезькою та британською командами. Вміщає в собі 14 туристичних маршрутів різної складності та довжини. Ця місцевість схильна до масштабних обвалів, останній спричинив зміну одного з туристичних маршрутів. Також вона входить до групи «Big Wall». Стіна Тролів є однією із найбагатших на різноманітні маршрути, і саме цим приваблює до себе альпіністів з усього світу.
Фіорди — це скелясті береги природного походження, з водоспадами, крутими стінами, вражаючими пейзажами. Західне узбережжя Норвегії порізане фіордами, що утворилися в льодовиковий період. Найдовший фіорд в Європі — Согнефіорд, який простягається на 204 кілометри в середину країни і має глибину 1308 метрів. Найкращий спосіб побачити деякі з найкрасивіших норвезьких фіордів — це круїз, який задовільнить будь-якого туриста.
Полярне сяйво. Лофотенські острови на півночі країни є одним з найкращих місць у світі для пошуку північного сяйва. Саме тут простягаються 500 км гірської траси, яка отримала назву «Дорога північного сяйва». Острови є архіпелагом у Норвезькому морі. Найкраща пора, щоб побачити полярне сяйво в Норвегії — із середини вересня до кінця березня. Мінлива погода є однією з перешкод для споглядання полярного сяйва.

## Визначні місця

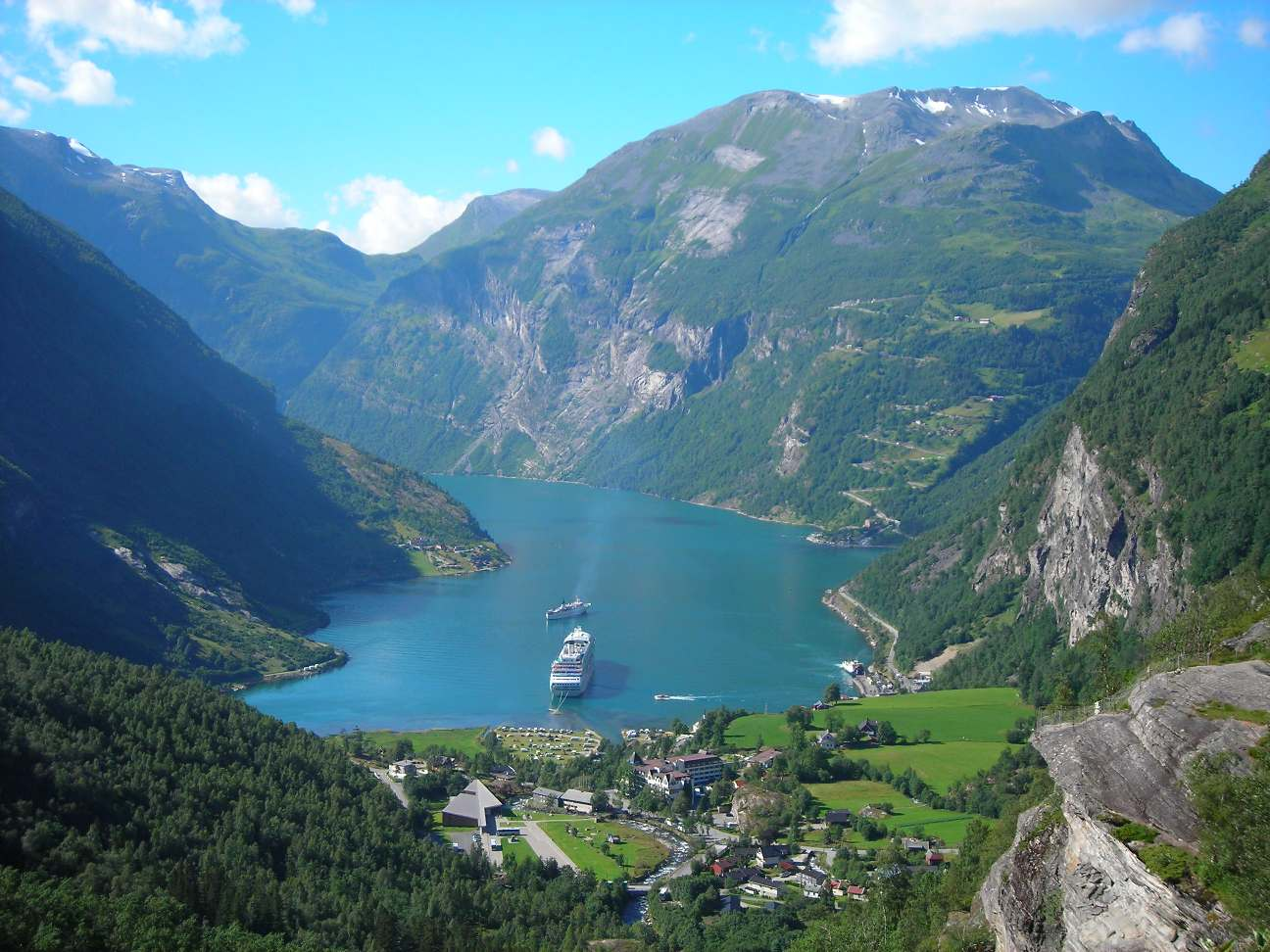
Гейрангер-фіорд у Мере-ог-Ромсдал, з 2005 року в списку Світової спадщини ЮНЕСКО.

Основними визначними пам'ятками Норвегії є живописні ландшафти, що простягаються через Північне полярне коло. Країна відома фіордами, протяжною береговою лінією, гірськолижними курортами, озерами і лісами. Популярними туристичними напрямками є міста Осло, Олесунн, Берген, Ставангер, Тронгейм і Тромсе, Лофотенські острови. Невелика, але з кожним роком більша кількість туристів, добираються на арктичний архіпелаг Шпіцберген. Значна частина природи Норвегії залишається незайманою, чим приваблює багатьох туристів і лижників. Фіорди, гори, водоспади в Західній і Північній Норвегії приваблюють кілька сотень тисяч іноземних туристів щороку. У містах популярні серед туристів Голменколленський лижний трамплін, наукові та культурні дослідження, Верф Брюгген у Бергені, Фрогнер Парк в Осло.

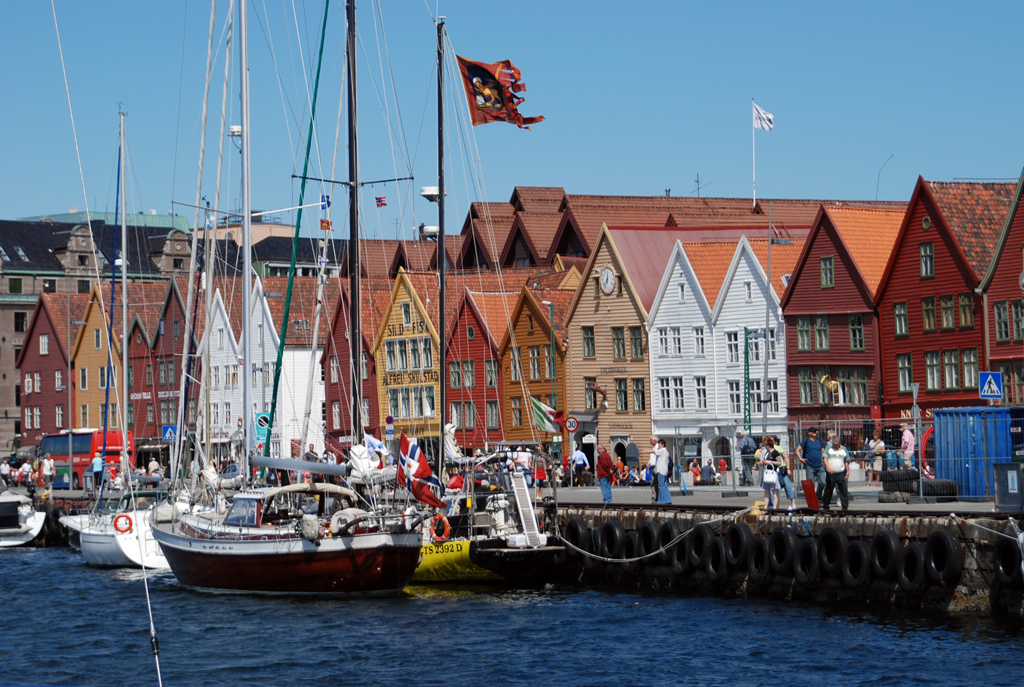
Історичний квартал Брюгген у Бергені.

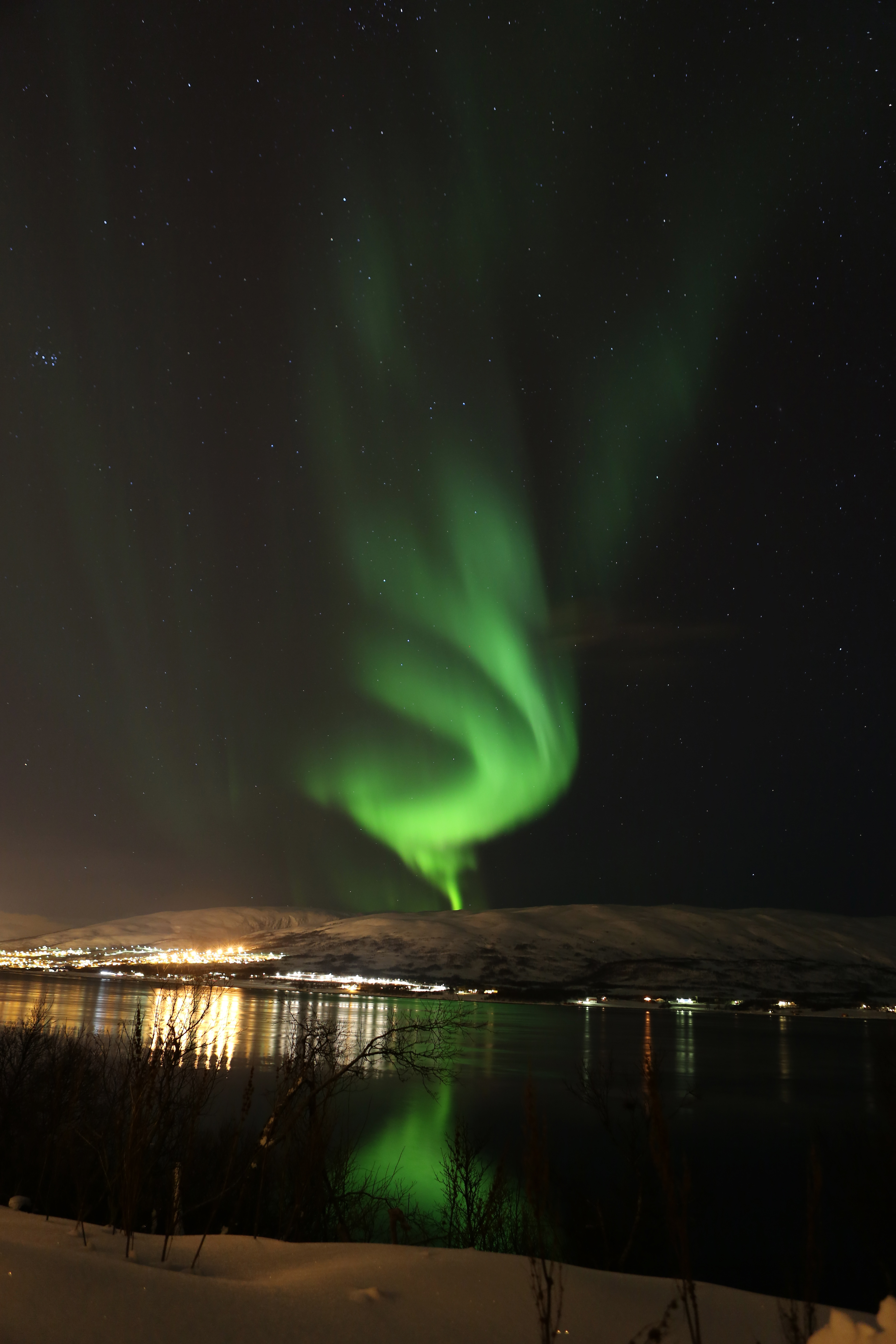
Північне сяйво в Тромсе.

Культура Норвегії розвивалася під впливом своєї рідконаселеності, суворого клімату та відносної ізоляції від решти Європи. Тому вона відрізняється від європейських країн. Тут небагато розкішних палаців і замків, мало сільськогосподарських районів і великі відстані доріг. Регіональні відмінності архітектури, ремесел та мистецтва представлені в різних народних музеях, зазвичай на основі етнологічної перспективи. Норвезький музей історії культури на пів-острові Бюґдьой в Осло є найбільшим з них.

## Туристична інфраструктура
Індустрія гостинності представлена великою різноманітністю варіантів, хоча вона не поділяється на існуючі в країні категорії (тобто не за зірковістю), що може заплутати деяких туристів, особливо іноземних. Серед мінусів таких закладів — ціни вищі за середньоєвропейські, що суттєво зменшує кількість потенційних споживачів послуг, тому заповнюваність таких закладів протягом року становить приблизно половину. Останнє дає туристам більше можливостей зупинитися у обраному готелі, але водночас такий низький попит не забезпечує надходження великих коштів у ланцюжок для подальшого розширення фінансування готельних номерів чи конкретних заходів із розвитку готелю. Харчовий бізнес в країні представлений різноманітними закладами: кафе, піцеріями, барами та ресторанами. Меню останнього містить страви з усіх країн світу і задовольнить велику частину туристів.
Враховуючи особливості країни, не дивно, що найбільшим попитом у мандрівників користуються заклади, які пропонують у меню класику норвезької гастрономії, а саме рибні страви. Ціни на їжу та напої досить високі, навіть порівняно з європейськими цінами, але відповідний рівень обслуговування з лишком компенсує це. Варто відзначити, що продаж алкогольних напоїв у країні суворо контролює держава, як правило, їх покупки здійснюються безпосередньо в професійних або громадських місцях і за наявності посвідчення особи.
До підтримуючої інфраструктури індустрії туризму входять додаткові об'єкти, які надають додаткові послуги туристам, наприклад розважальні та спортивні заклади, заклади охорони здоров'я тощо. З усіх перелічених розважальних закладів він є найчисленнішим порівняно з іншими, що й не дивно, оскільки держава вкладає значні кошти в цю сферу господарської діяльності. У країні найбільша кількість музеїв і театрів, які безпосередньо сприяють культурному розвитку народу, а також різноманітні парки і заповідники, створені для збереження унікальної флори і фауни країни. Останнє є особливо важливим з огляду на перспективи використання цих ресурсів у туризмі. Тому не дивно, що екотуризм дуже популярний в країні, особливо серед місцевих жителів і великої кількості іноземних туристів.

## Пригодницький туризм у Норвегії
Найпопулярнішими видами туризму в Норвегії є екскурсійний, гірськолижний, активний відпочинок, особливо риболовля, альпінізм тощо. Туристам також пропонується екстремальний туризм, який у цій країні представлений дайвінгом, парашутизмрм, рафтингом і сноубордингом.
Гірськолижний спорт Норвегії представлений 10 курортами, які обладнані для будь-якого рівня підготовки. Тихий Бейтостелен для відпочинку з сім'єю, Гала з його рибалкою, (зокрема під кригою) та катанням на оленячих упряжках, Гейло з послугою сафарі на мотосанях — кожен гірськолижник знайде собі містечко до душі. Квітфьоль — найбільший курорт Норвегії зі штучним снігом, відкритий з листопада до травня. Невеликі гірськолижні траси Ліллехаммера дозволять недосвідченим лижникам назавжди полюбити катання по долині, де, за легендою, зародилися тролі.
Рафтинг у Норвегії поширений у всіх регіонах. Найвідоміші річки: Сьоа, Дріва, Трисилельва, Восс, Шуа, Евйє. На швидкій та повноводній річці Шуа у західній частині країни сплавляються найвідчайдушніші спортсмени. Також одним з найпопулярніших маршрутів длятуристів є сплав річкою Восс.
Альпінізм. Справжнім екстремалам північна країна приготувала високі гори для скелелазіння. Райони Лофотен, Стіна Тролей, Сандвіка та Коларі рясніють трасами різного рівня складності. Гірська порода добре тримає спортсменів, скелі колючі, з великою кількістю щілин. Скелі, що нависають над морем, і тихі північні заходи сонця розбавлять атмосферу екстремального відпочинку хвилинами безтурботності. Нігадсбреєн — нескінченні скелі, порослі старим та густим лісом, бурхливі холодні гірські річки, первозданно чисте повітря — все це підйом на льодовик, що рухається. Послуга підйому на льодовик також доступна в районах гірськолижних курортів, але найбільш ризикові, звичайно, віддають перевагу легендарному Нігадсбреєну.
Велосипедний туризм. Завдяки великій кількості трав'янистих луків та серпантинів, велосипедний туризм у Норвегії є одним із провідних видів пригодницького туризму, а також розвивається як велоспорт. Знаменитий весь світ маршрут Ралларвеген — це вузькі дороги вздовж берегів річок, високих гір і водоспадів. Дорога знаходиться в області фіорди. Цінителі спокійніших велопрогулянок можуть об'їздити 10 внутрішніх маршрутів, підготовлених урядом Норвегії для громадян країни. Дороги обходять завантажені автомагістралі, а перешкоди на деяких ділянках не дадуть нудьгувати найдосвідченішим велосипедистам.
Сафарі. Унікальність місцевої фауни робить сафарі одним з найпопулярніших видів активного туризму. Популярним видом полювання є полювання на диких биків, вівцебиків, лосів, а так само ловля китів і видобуток королівських крабів. Полювання та риболовля тут однозначно буде провідним заняттям для усіх.
Бейсджампінг — стрибки з парашутом з гірських вершин. Популярним таке заняття є на так званій Стіна Тролів . Звісно ж, у супроводі досвідченого інструктора. Таким способом усі охочі зможуть побачити величні норвезькі твердині та прозорі озера з висоти пташиного польоту.

## Спорт і відпочинок
Норвегія дуже популярна для зимових видів спорту.
Деякі з найпопулярніших гірськолижних курортів:
- Трюсиль
- Хемседал
- Хаф'єл
- Бейтостолен

Загальновизнаним центром зимових видів спорту є Ліллегаммер, де в 1994 році проводились XVII Зимові Олімпійські ігри, на яких фігуристка Оксана Баюл стала першою олімпійською чемпіонкою незалежної України, а першою медалісткою стала Валентина Цербе, яка завоювала бронзову медаль в біатлоні.

## Аналіз туризму в Норвегії

#### Переваги та перспективи розвитку туризму в Норвегії
Є достатня кількість потрібних природніх ресурсів (гори, ліси, гірські масиви, спуски, маршрути, озера, ріки). Екологічний стан в країні надзвичайно хороший, країна славиться своєю екологією. Погода сприяє розвитку гірськолижного туризму, холодний сезон триває 3,8 місяця, з 18 листопада до 11 березня, з мінімальною середньодобовою температурою нижче 3 °C. Культурно-історичні ресурси не є основним фактором приваблення туристів, але вони також достатньо розвинені (до прикладу, там велика кількість музеїв). Туристична інфраструктура розвинена на високому рівні, більшість готелів оцінені 3-ма та 4-ма зірками, також доступні різні види транспорту, багато видів закладів харчування, та розваги для туристів. Туристична сфера в країні достатньо фінансово забезпечена. Репутація туристичної інфраструктури перебуває на високому рівні, поганих відгуків мінімум, вони здебільшого сконцентровані на деяких незначних деталях. Гірськолижний регіон та туристичному ринку серед конкурентів не займає перших місць, але є популярним серед гірськолижних курортів Скандинавії. В сфері туризму регіон можна сказати, почуває себе наче риба у воді, адже там усе пристосовано для зручності туристів. Ціни на тури в цю країну залежать від рівню комфорту та виду обраного відпочинку, проте країну не можна назвати дорогою для туриста. Переваги перед конкурентами звісно є: великий вибір комплексів що надають гірськолижникам усі необхідні послуги, також цю країну та її курорти називають одною з найкращих у Скандинавії, перевагу у ціні регіон зберігає по відношенню до Фінляндії, але, наприклад, у порівнянні з Швецією, ціни трохи вищі. Можливість до розвитку екологічного туризму не просто існує, а вже розвивається та досягає успіхів, і навіть є одним із провідних видів туризму. Лікувально-оздоровчий туризм тут слабко розвинений. Можна виділити найвідоміший бальнеокліматичний курорт — Мудум. Він розташований на захід від Осло, поблизу озера Тюріфьорд. І має багато можливостей для подальшого розвитку. Велика кількість фіордів, що сприяють активному провадженню круїзного туризму. Завдяки одним із найнаповненіших лососем та іншою рибою рік -  високою популярністю користуються риболовні тури.
Перспективами є сприятливе географічне положення, розташування серед економічно розвинутих країн, політика держави, що спрямована на стимулювання розвитку туризму. Норвегія посідає перше місце серед скандинавських країн за кількістю вкладених у туризм коштів. В країні розширюється спектр надаваних послуг та їх асортимент. Розвивається культурно-пізнавальний та екологічний туризм. Упевненість відносно регіонів-суперників, тут найпопулярніші гірськолижні курорти серед скандинавських країн. Стрімко розвивається ринок, створюються нові послуги та покращуються існуючі. Розробляються шляхи переваг над конкурентами. Також є можливість розвитку туризму на острові Шпіцберген.

#### Недоліки туристичної сфери та загрози її розвитку в країні
Країна та туристичному ринку серед гірськолижних не займає перших місць, але є популярною серед гірськолижних курортів Скандинавії. Не славиться найвищим рівнем прибутку внаслідок конкуренції інших країн з гірськолижними курортами (Австрія, Швейцарія, Франція…). Програє конкурентам за масштабами курортів, географічним розташуванням, популярністю, інколи й за ціновою політикою. Також присутня недостатня різноманітність пропонованих турів на світовому ринку. Масовий туризм, що погіршує екологічну ситуацію, а саме круїзний. Також досить важко втримати туристів, через те, що важко запропонувати унікальні тур. продукти.
Загрозами є висока конкурентність серед гірськолижного туризму, серед конкурентів зустрічаються привабливіші пропозиції на схожі тури та послуи. Зміна потреб і смаків туристів, під які регіон не завжди вчасно пристосовується. Недостатня інформованість на міжнародному рівні про види турів, послуги та особливості країни. Не сповна використовуються усі наявні туристичні ресурси.
Отже, туризм є важливим сектором для економіки Норвегії, а також для розвитку периферії. Напрям Норвегія дуже популярний, але це не типова країна масового туризму, що є її перевагою. З іншого боку, Норвегія все ще залишається відносно ексклюзивним напрямком, тому що вона дуже дорога і зараз страждає від слабкості євро, тому вона стала ще дорожчою для туристів з Європейського Союзу. Відповідно до німецької тенденції, кількість відвідувачів трохи зменшилася, оскільки люди намагаються заощадити, а Норвегія має репутацію дорогого місця.
Тож Норвезька рада з туризму намагається знайти та охопити нові цільові групи, наприклад, молодь. Згідно з останнім аналізом цільової групи, це молоді туристи, які дуже захоплюються Норвегією, жінки, подорожують сім'єю, здійснюють тури в обидві сторони та не мають високого доходу. Рада з питань туризму намагається змінити ставлення за допомогою нової маркетингової кампанії, особливо для того, щоб звернути увагу безпосередньо на молодих туристів, розробляючи нові продукти для всіх сезонів і особливо для зимового сезону, оскільки перспективи досить хороші.
Ще одна перевага для Норвегії — це високий екологічний стандарт. Все більше і більше туристів, особливо з міських регіонів, хочуть втекти до природного та незабрудненого середовища для своєї відпустки. Це хороша відправна точка для сталого розвитку туризму, що може стати великою перевагою, особливо для регіонів на периферії. Екологічний вимір є високим у Норвегії, і його потрібно узгоджувати з економічним і соціальним виміром. Екотуризм все ще залишається позначеною нішею, оскільки цей вид відпочинку є відносно дорогим, але в основному якісним. Туристи, які їдуть до Норвегії, знають, що це не дешевий відпочинок, але вони отримують хорошу якість.
Відповідно до міжнародної тенденції, сектор міських поїздок та подієвого туризму зростає, і цього року Берген був одним із культурних міст 2000 року, що принесло багато переваг для міста. Таким чином, Норвезька туристична рада має на меті покращити традиційні туристичні продукти, такі як відпочинок у котеджі, піші походи та сегмент риболовлі, а також розвинути сектор подій та нових святкових заходів, які мають відбуватися на тлі сталого розвитку з наміром зупинити зменшення святкового трафіку.

## Транспорт
Норвезька система шосе простягається більше, ніж на 90 000 кілометрів і має поромний транзит через водні шляхи, численні мости та тунелі, декілька гірських перевалів. Деякі з цих гірських перевалів закриті в зимові місяці, а деякі можуть бути закритими під час зимових штормів. Через мости Ересуннського і Великий Бельт Норвегія з'єднується з європейським континентом шляхом безперервного шосе через Швецію та Данію.
Залізнична мережа протяжністю 4058 км з'єднує більшість великих міст на південь від Буде. Норвезька залізниця також з'єднана з шведською. Осло-Гардермоен — найважливіший аеропорт у Норвегії, у 2014 році він обслужив 24 мільйони пасажирів. Більшість міст і містечок мають аеропорти, а найбільші мають міжнародні рейси. Круїзний пором Hurtigruten з'єднує міста на узбережжі між Бергеном і Кіркенесом. Влітку прибережні міста відвідують численні закордонні круїзні судна, Берген є головним круїзним портом.

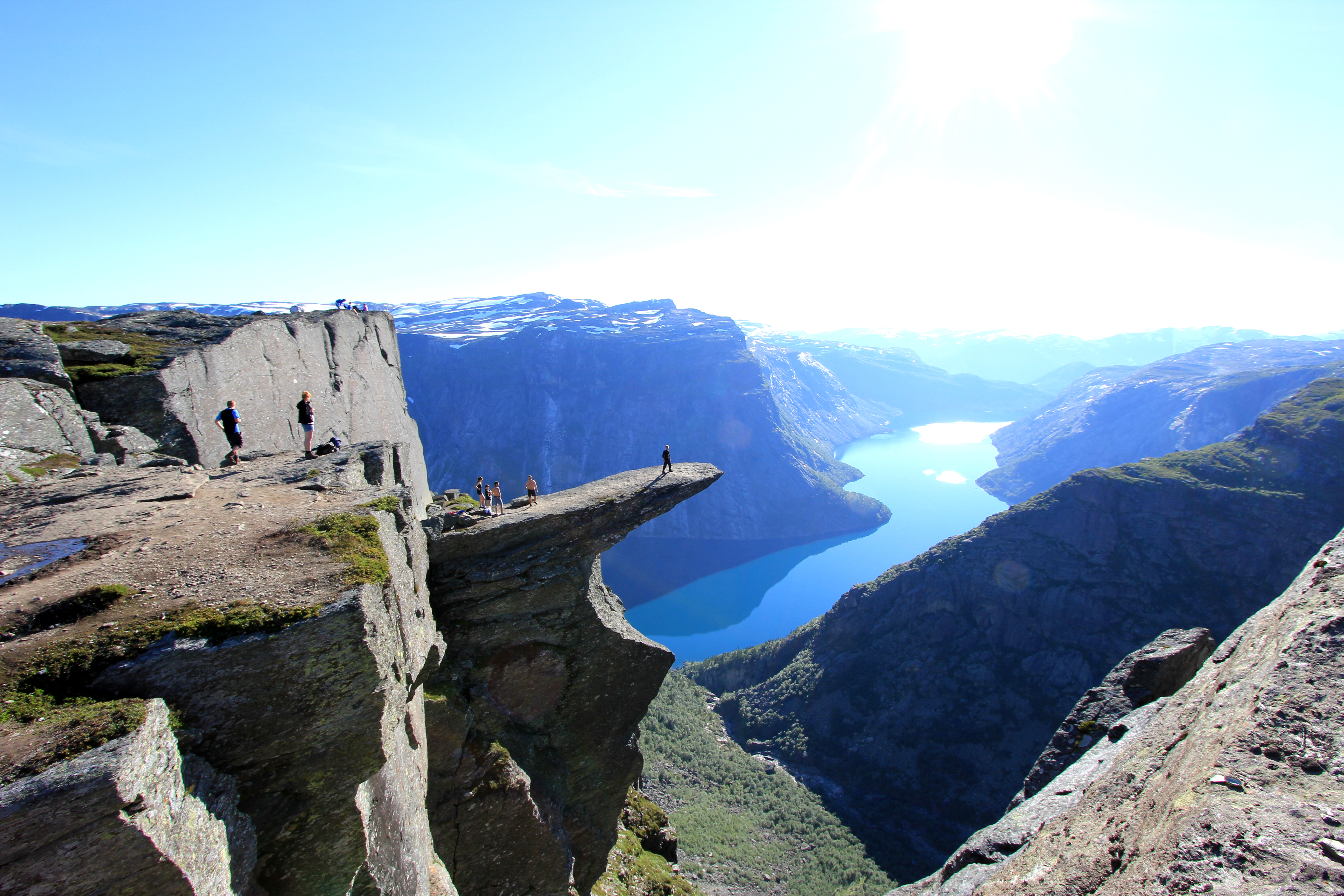
Язик троля

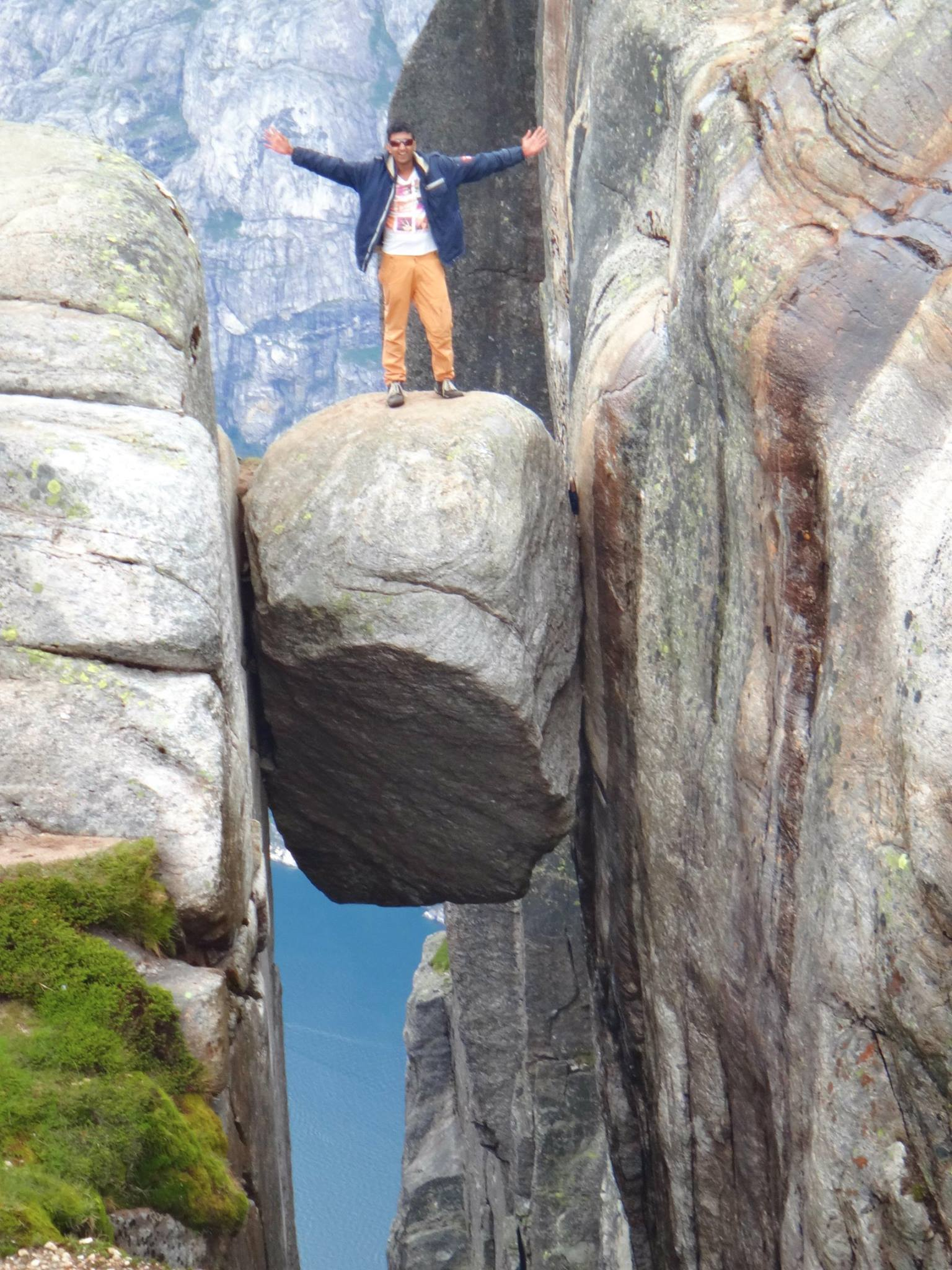
Камінь Х'єрагболтен

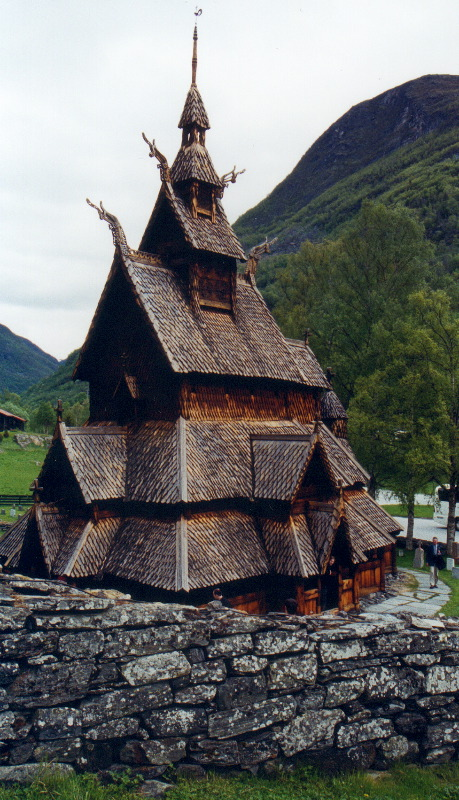
Боргуннська ставкірка

## Міжнародні рейтинги
У 2008 році Норвегія посіла 17 місце за кількістю туристів, згідно зі звітом Всесвітнього економічного форуму.

## Кількість туристів за країнами
У 2015 році 8 828 771 іноземні туристи відвідали Норвегію. На 8.3 % більше за попередній рік. (2014 — 8 154 436).
Топ-10 країн за кількістю туристів у Норвегії:
| Місце | Країна          | 2014      | 2015      |
| ----- | --------------- | --------- | --------- |
| 1     | Німеччина       | 1,388,978 | 1,459,908 |
| 2     | Швеція          | 1,040,168 | 1,097,231 |
| 3     | Данія           | 741,241   | 749,517   |
| 4     | Велика Британія | 614,876   | 704,508   |
| 5     | Нідерланди      | 539,733   | 567,343   |
| 6     | США             | 397,801   | 425,295   |
| 7     | Франція         | 301,889   | 326,866   |
| 8     | КНР             | 176,767   | 287,153   |
| 9     | Іспанія         | 200,441   | 253,590   |
| 10    | Італія          | 191,390   | 196,785   |
|       | Всього          | 8,154,436 | 8,828,771 |

За даними Державної служби статистики України лише 7 українців побували в Норвегії у 2017 році. Це можна пояснити тим, що Україна не має прямого авіасполучення або сухопутного кордону з Норвегією, тому більшість українців добираються туди через інші країни. Реальна кількість значно більша за 7.